# Adelaide Johnson
Adelaide Johnson   (Plymouth, 26 de setembre de 1859 - Washington DC, 10 de novembre de 1955) fou una escultora estatunidenca feminista el treball de la qual s'exhibeix al Capitoli dels Estats Units. És coneguda com l'«escultora del moviment de dones».

## Biografia

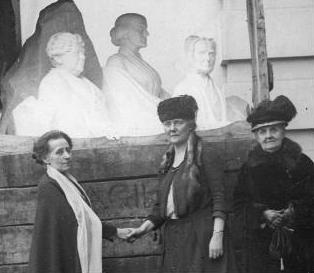
Johnson (esquerra) en la presentació del Retrat Monument a Lucretia Mott, Elizabeth Cady Stanton i Susan B. Anthony el 1921

Nasqué (amb el nom de soltera Sarah Adeline Johnson) en una família de llauradors modestos de Plymouth (Illinois). Assistí a una escola rural i després a l'Escola de Disseny de St. Louis. El 1878, va canviar de Sarah Adeline a Adelaide, un nom que li resultava més dramàtic. Es traslladà a Chicago i es va mantenir amb el seu art. El gener del 1882 tingué un accident greu amb dret a indemnització. Aquesta lesió i la recompensa li permeteren viatjar a Europa per a estudiar pintura i escultura. Estudià a Dresden i Roma, amb Giulio Monteverde a Roma, on va obrir un estudi fins al 1920.

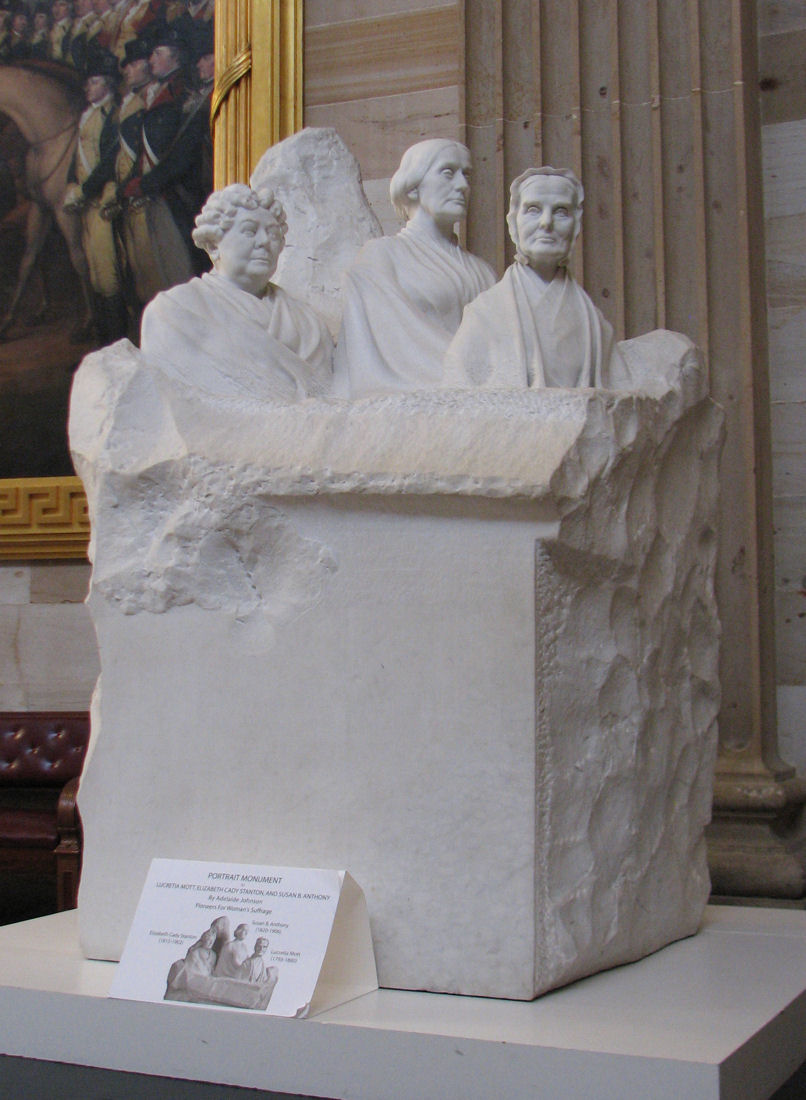
L'estàtua de Retrat Monument situada en la Rotonda dels Estats Units. El Retrat Monument representa tres dones involucrades en el Moviment Sufragista de Dones: Elizabeth Cady Stanton, Susan B. Anthony i Lucretia Mott

Johnson va exhibir l'obra Retrat Monument i un bust de Caroline B. Winslow en el Pavelló de les Dones, en l'Exposició Colombina del Món del 1893 a Chicago (Illinois). El punt culminant de la seua carrera professional fou un monument a Washington DC en honor del moviment pel sufragi femení. Alva Belmont va ajudar a assegurar el finançament de la peça, Portrait Monument to Lucretia Mott, Elizabeth Cady Stanton i Susan B. Anthony, que s'inaugurà el 1921. Aquesta peça s'havia exhibit en un principi a la cripta del Capitoli, però es traslladà a la ubicació actual, el 1997.
El 1896 es casà amb Frederick Jenkins, un empresari britànic i company vegetarià.
La seua carrera va decaure després de la dècada del 1930 i tingué problemes financers. Ella depenia d'altres per a obtenir suport financer i, sovint, no volia vendre les seues escultures perquè els preus oferts no reconeixien el seu treball. Enfrontada al desallotjament per no pagar impostos, el 1939 convidà la premsa a presenciar-la mutilant les seues escultures com a protesta contra les seues circumstàncies, i contra la impossibilitat de realitzar el seu somni d'un estudi museu que commemoràs les sufragistes i altres activistes dones. Va morir als 96 anys. Està enterrada a Washington, DC, al cementiri del Congrés.